# هيدي فان هورن
هيدي فـان هورن (بالإنجليزية: Heidi Van Horne)‏ هي ممثلة أمريكية، ولدت في 4 أكتوبر 1977 في نيوجيرسي في الولايات المتحدة.

## وصلات خارجية
- هيدي فـان هورن على موقع IMDb (الإنجليزية)
- هيدي فـان هورن على موقع قاعدة بيانات الفيلم (الإنجليزية)